# FlexATX
FlexATX – standard konstrukcji płyty głównej, powstałej jako zmniejszona wersja płyt ATX. Specyfikacja formatu została wydana przez firmę Intel w 1999 roku jako rozszerzenie specyfikacji microATX. Używa takiego samego rozmieszczenia otworów montażowych co microATX oraz takich samych paneli I/O jak ATX i microATX.
Płyta FlexATX nie może być większa niż 229 × 191 mm i nie może mieć więcej niż 2 gniazda rozszerzeń.